# Бжеґ (Томашовський повіт)
Бжеґ (пол. Brzeg) — село в Польщі, у гміні Жечиця Томашовського повіту Лодзинського воєводства.
Населення — 145 осіб (2011).
У 1975-1998 роках село належало до Пйотрковського воєводства.

## Демографія
Демографічна структура станом на 31 березня 2011 року:
|          | Загалом | Допрацездатний вік | Працездатний вік | Постпрацездатний вік |
| -------- | ------- | ------------------ | ---------------- | -------------------- |
| Чоловіки | 70      | 19                 | 39               | 12                   |
| Жінки    | 75      | 19                 | 35               | 21                   |
| Разом    | 145     | 38                 | 74               | 33                   |